# Slaveri i Qatar

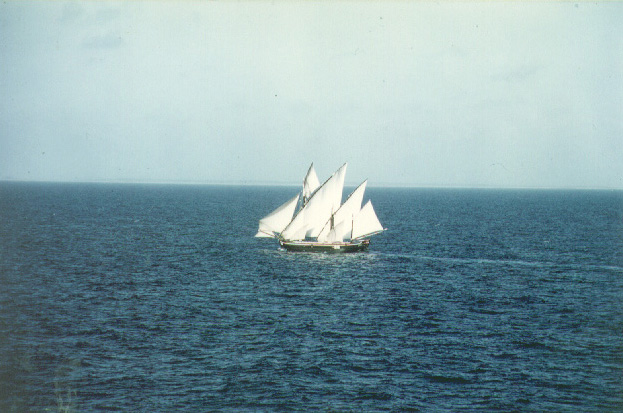
Dhows användes i den Indiskoceanska slavhandeln och slavhandeln på Röda havet.

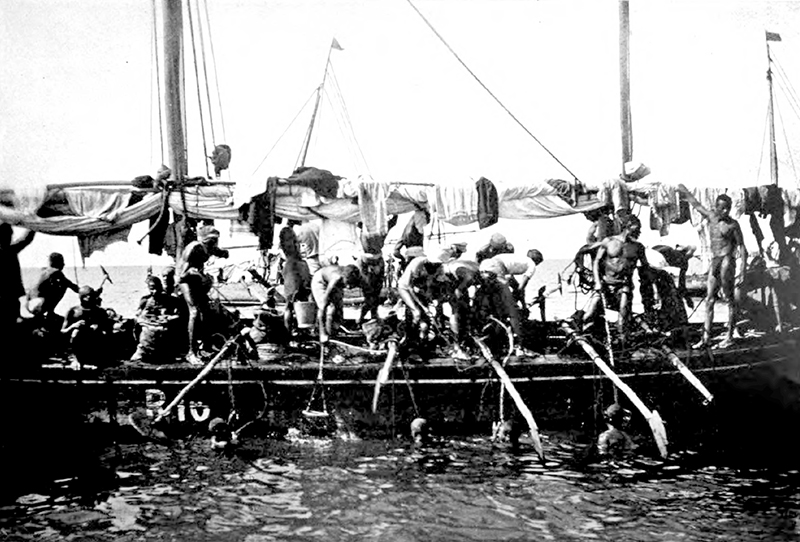
Pearl divers in the Persian Gulf. At the time, the pearl industry was dominated by slave labor.

Slaveri förekom i Qatar fram till dess avskaffande år 1952. Slavar från företrädesvis Afrika och Asien användes då för grovarbete, hushållsarbete och sexuellt slaveri. Slaveriet avskaffades efter tryck från Storbritannien, då regeringen köptes loss och frigav samtliga slavar i landet genom att kompensera deras ägare med oljepengar. Slaveriet efterträddes dock av Kafala-systemet, som har jämförts med modernt slaveri, och där arbetare från Afrika och Asien används för främst grovarbete och hushållsarbete. Många afroqatarier härstammar från de slavar som transporterades till området under slavtiden. 

## Slavhandel
Det fanns flera olika rutter för slavhandeln till området. 
Den största gick traditionellt via Oman och den indiskoceaniska slavhandeln, en handel som dock började ebba ut vid sekelskiftet 1900. 
En annan rutt gick via slavhandeln på röda havet via Saudiarabien och Oman. En slavhandeln ägde rum i samband med pilgrimsfärden till Mecka, Hajj, varav fattiga pilgrimer och barn från både Asien och Afrika,  lurades med på Hajj för lägre kostnad och såldes på slavmarknaden då de anlände.
De flesta slavar var afrikaner, men det fanns också en minoritet lyxslavar av andra etniciteter som såldes för högre pris. Barn kidnappades från Jemen, och flickor såldes från Armenien, Georgien och irakiska Kurdistan till Kuwait som slavhustrur och kunkubiner.
På 1940-talet förekom en livlig handel med flickor från Baluchistan avsedda för sexslaveri, sedan vita flickor hade blivit sällsynta. 

### Slavmarknad
Slaveri var sedan antiken en självklar del av samhället. Kvinnliga slavar användes som hushållsarbetare och konkubiner (sexslavar), medan manliga slavar användes som pärldykare inom pärlindustrin, soldater, jordbruksarbetare, sjömän, hamnarbetare, bärare, kanalarbetare och fiskare.

## Motarbetande och avskaffande
Britterna fick formell överhöghet över området på 1890-talet. Britterna lade sig dock inte i den inre styrelsen av staten, utan begränsade sig till att sköta dess utrikespolitik, då de inte ansåg sig kunna ingripa mot slavhandeln utan att riskera sin kontroll över området. Då britterna genom avtal hade en skyldighet att ingripa mot slaveriet, uppgav de officiellt för NF att denna var upphävd i området, men hindrade samtidigt en internationell insyn som skulle ha bekräftat att britterna i praktiken tillät den att fortgå. 

### Efter andra världskriget
Efter andra världskriget fick britterna för första gången reell kontroll över området, samtidigt som det internationella samfundet fick mer insyn, och kritiken mot slaveriet i Arabvärlden växte. 
FN förklarade slaveri som ett brott mot de mänskliga rättigheterna i FN:s deklaration om de mänskliga rättigheterna 1948. Anti-Slavery Society påpekade att det fanns en miljon slavar i Arabvärlden, vilket var ett brott både mot FN:s deklaration och  1926 Slavery Convention, och krävde en kommitté i FN. 
FN bildade därför Ad Hoc Committee on Slavery, som företog en internationell undersökning som resulterade i Supplementary Convention on the Abolition of Slavery. 
FN:s Ad Hoc Committee on Slavery inkluderade information om slaveriet i Qatar i sin slutrapport 1951.

### Avskaffande och efterspel
Slaveriet avskaffades år 1952 efter tryck från Brittiska utrikesdepartementet. Qatars härskare använde oljepengarna från den nyligen inrättade oljeindustrin för att köpa loss rikets samtliga slavar från deras ägare, varefter de frigavs och gavs medborgarskap. Affären har kallats den första omfördelningen av oljepengar i Qatar. 
Avskaffandet ägde rum som en del av en då pågående trend i Arabvärlden, där Bahrain avskaffades slaveriet 1937, Kuwait 1949 och Oman 1970. 
Slaveri nämns dock som förekommande i Qatar även efter dess formella avskaffande 1952. Shejker från Qatar noteras ha inkluderat slavar i sina följen då de närvarat vid drottning Elizabeth II:s kröning i London 1953, och ännu en gång under ett besök i Storbritannien 1958.
Efter slaveriets avskaffande anställdes fattiga migrantarbetare för samma typer av arbeten enligt Kafala-systemet, som har kritiserats för att vara en modern form av slaveri. Kafala-systemet avskaffades formellt 2016.